# General Atomics GNAT
Il General Atomics GNAT è un aeromobile a pilotaggio remoto sviluppato dall'azienda statunitense General Atomics Aeronautical Systems Inc.
GNAT offre una lunga autonomia (fino a 48 ore) e una grande capacità di carico; la ridotta manutenzione di cui necessita l'aeromobile, permette di avere un costo per ora di volo molto basso.

## GNAT-BT
il General Atomic GNAT-BT è un velivolo molto più piccolo di uno GNAT-750 ma con il quale condivide lo stesso sistema di controllo, l'aereo è stato creato per la formazione degli operatori per non mettere a rischio i più costosi GNAT-750 e i loro sensori.

## GNAT-750
Nel 1988 Leader Systems Inc. (LSI) ha iniziato lo sviluppo di GNAT-750 come continuazione del progetto "Amber" per il Joint Program Office delle forze armate degli Stati Uniti d'America; GNAT-750 era inizialmente stato concepito per l'esportazione e il suo primo volo fu durante l'estate del 1989, tuttavia LSI ebbe gravi difficoltà finanziarie e nel 1990 tutti i suoi beni furono acquistati da General Atomics che ne continuò lo sviluppo. GNAT-750 è essenzialmente un aggiornamento di Amber ed è alimentato dallo stesso motore, un Rotax 582 a pistoni.
Le principali differenze con Amber riguardano una diversa progettazione della fusoliera, GNAT-750 può inoltre essere dotato di un sistema GPS per le missioni completamente autonome.
Nel 1992 uno GNAT-750 ha volato ininterrottamente per più di 40 ore, rimanendo in volo per 48 ore; la dotazione di serie dell'UAV (Unmanned Aerial Vehicle) integra un sensore mobile sotto la sezione anteriore che ospita un sistema stabilizzato FLIR (Forward looking infrared) una camera adatta alla luce del giorno e una con un sensore adatto alla scarsa illuminazione.

## GNAT-750-45
Nel 1993 il capo di stato maggiore presenta una richiesta a breve termine per la fornitura di UAV di sorveglianza per sostenere le forze di pace delle Nazioni Unite nella guerra civile dell'ex Jugoslavia, fu poi deciso di utilizzare degli GNAT-750 modificati per la missioni previste con un diverso pacchetto di sensori, questa variante modificata prese il nome di GNAT-750-45.
Due GNAT-750-45 dovevano essere acquistati ma dal momento che gli UAV dovevano essere operativi per ottobre dell'1993 si considerarono le procedure dell'appalto militare standard troppo lente, pertanto il programma fu trasferito alla CIA, il programma conosciuto come I-MAE (Medium Altitude Endurance Interim) comprendeva una serie di programmi DARPA per gli UAV.
I problemi tecnici e di gestione ritardarono il programma, un velivolo fu distrutto alla fine del 1993, tuttavia l'altro 750-45 fu pronto all'uso per l'inizio del 1994 e nel mese di febbraio la CIA poté dispiegarlo in Albania.
L'UAV è stato modificato con un sistema SIGINT più evoluto e un sensore per le immagini termiche usato per operazioni in Croazia nel 1994; da allora la CIA acquistò ulteriori 750-45 equipaggiati con radar ad apertura sintetica ad alta risoluzione.

## I-GNAT
Tra il 1997 e il 1998 General Atomics iniziò lo sviluppo di I-GNAT ("International Gnat") un derivato dello GNAT-750; I-GNAT utilizza la fusoliera del Predator RQ-1 senza la cupola del sistema Satcom.
I-GNAT utilizza un motore più potente di quello montato nel 750, ovvero un Rotax 912 o Rotax 914, gli ulteriori miglioramenti riguardano più opzioni di carico utile, una maggiore capacità di carico, software per la pianificazione delle missioni più versatile e le predisposizioni per il trasporto di armamenti e attrezzatura su 5 punti di attacco (uno sotto la fusoliera e quattro sotto le ali).
Nell'ottobre del 1998 un esemplare volò per 48 ore raggiungendo un'altitudine massima di 9 300 metri (30 500 piedi).

## GNAT XP
Lo GNAT XP (Extended Performance) è un UAV costruito per la CIA per sostituire gli ormai obsoleti 750-45.
La partenza del progetto fissata inizialmente nel 1998 fu poi interrotta dopo la decisione di utilizzare i Predator come velivoli sostitutivi.